# Anis Ayari
Pour les articles homonymes, voir Ayari.
Anis Ayari, né le 16 février 1982 à Ezzahra, est un footballeur tunisien ayant joué au poste de défenseur latéral (arrière) gauche. Il mesure 1,79 m pour 75 kg.

## Carrière
Cet arrière gauche commence sa carrière sous les couleurs de l'équipe du Stade tunisien (club de la ville du Bardo où il grandit). Peu à peu son nom commence à se faire connaître en Tunisie, surtout lorsqu'il remporte avec son équipe la coupe de Tunisie de football en 2003.
En 2004, un club turc de première division, le Samsunspor, le fait signer. En août 2006, après la coupe du monde, le FC Lorient qui vient d'être promu en Ligue 1 le fait signer. Peu utilisé au sein de l'effectif lorientais, il résilie son contrat en avril 2007 après seulement deux matchs joués en championnat, et rejoint l'Étoile sportive du Sahel.

### Clubs
- avant juillet 2004 : Stade tunisien (Tunisie)
- juillet 2004-août 2006 : Samsunspor  (Turquie)
- août 2006-janvier 2007 : FC Lorient (France)
- janvier 2007-juillet 2010 : Étoile sportive du Sahel  (Tunisie)

### Équipe nationale
Il joue pour la première fois avec l'équipe nationale de Tunisie le 27 mars 2002. Il dispute quatre matchs lors de la CAN 2004 que l'équipe tunisienne remporte. Il participe aussi à la compétition de football lors des Jeux olympiques d'été de 2004, à la Coupe des confédérations 2005 et à la coupe du monde 2006 avec l'équipe de Tunisie.

## Palmarès
- Vainqueur de la coupe de Tunisie : 2003
- Vainqueur de la coupe d'Afrique des nations : 2004